# رانكوشي
رانكوشي  هي بلدية في اليابان، وبلدة في اليابان، تقع في مقاطعة إيسويا، بلغ عدد سكانها 4,715  نسمة وذلك حسب إحصائيات سنة 2018.